# Azul, Argentina
Azul är en ort i Argentina, och är huvudort för en kommun (partido) med samma namn. Den ligger i provinsen Buenos Aires, i den centrala delen av landet, 270 kilometer sydväst om huvudstaden Buenos Aires. Folkmängden uppgår till cirka 50 000 invånare.

## Geografi
Azul ligger 141 meter över havet. Terrängen runt Azul är mycket platt. Trakten runt Azul består till största delen av jordbruksmark. Runt Azul är det glesbefolkat, med 9 invånare per kvadratkilometer.

## Klimat
Kustklimat råder i trakten. Årsmedeltemperaturen i trakten är 13 °C. Den varmaste månaden är januari, då medeltemperaturen är 23 °C, och den kallaste är augusti, med 7 °C. Genomsnittlig årsnederbörd är 1 381 millimeter. Den regnigaste månaden är maj, med i genomsnitt 168 mm nederbörd, och den torraste är juni, med 38 mm nederbörd.